# پاول وندروشکا
پاول وندروشکا (انگلیسی: Pavel Vondruška; ۱۵ نوامبر ۱۹۲۵ – ۵ فوریهٔ ۲۰۱۱) بازیگر و نوازنده اهل کشور جمهوری چک بود. وی بین سال‌های ۱۹۶۸ تا ۲۰۱۱ میلادی فعالیت می‌کرد.
از فیلم‌ها یا برنامه‌های تلویزیونی که وی در آن نقش داشته‌است می‌توان به کلیا، معشوق جاودان، آفتاب، علف، تن‌کامگی، و گوی آذرخش اشاره کرد.